# Friedhelm Haniel

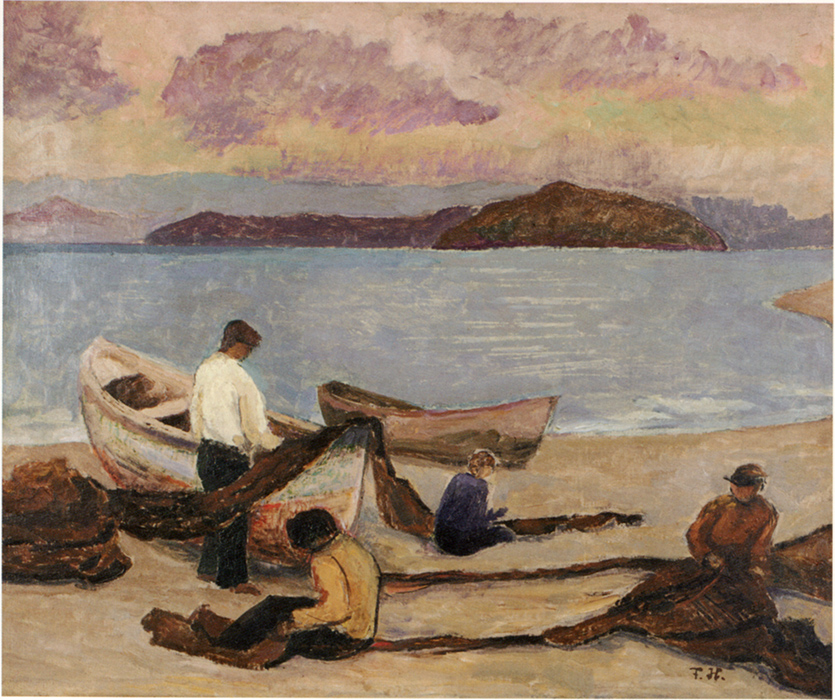
Friedhelm Haniel, Fischer am Meer, ohne Jahr

Friedhelm Haniel (* 28. August 1888 in Ruhrort, Kreis Ruhrort, Regierungsbezirk Düsseldorf; † 28. Juni 1938 auf Gut Wistinghausen, Währentrup bei Oerlinghausen, Kreis Lemgo) war ein deutscher Landschaftsmaler der Düsseldorfer Schule, außerdem Reeder, Kunstsammler und Mäzen.

## Leben
Friedhelm Haniel, Sohn des Industriellen Theobald Haniel (1852–1889) und dessen Ehefrau Julie geborene Liebrecht (1865–1928), war ein Mitglied der bekannten Ruhrorter Unternehmerdynastie Haniel. Kurz nach seiner Geburt verwitwet, heiratete seine Mutter ihren Vetter zweiten Grades, August Haniel (1852–1925). Aus dessen erster Ehe mit Eugenie geborene Wiesner († 1889) war unter anderem der spätere Paläontologe Curt Alfons Haniel hervorgegangen, welcher 1914 im Ersten Weltkrieg fiel.
Friedhelm Haniel wurde Privatschüler des Düsseldorfer Genre- und Landschaftsmalers Adolf Maennchen, der von 1902 bis 1918 als Professor an der Kunstakademie Düsseldorf lehrte. Künstlerisch geprägt wurde er ferner durch privaten Unterricht bei dem Landschaftsmaler Max Clarenbach, dem er auch freundschaftlich verbunden war. Mit dem ungefähr gleichaltrigen Landschaftsmaler Otto Marx bereiste er in einem alten Mercedes, den sie so eingerichtet hatten, dass eine aufgebaute Staffelei darin Platz fand, Italien und betrieben Freilichtmalerei. Freundschaftliche Kontakte mit den Brüdern Alfred, Otto und Karli Sohn-Rethel vermittelten ihm künstlerische Erfahrungen auf Capri.
Haniel schuf Ölbilder, Aquarelle und eine Radierplatte. Er griff auf traditionelle Gestaltungsmittel zurück und blieb sowohl motivisch als auch technisch von der Landschaftsmalerei der Düsseldorfer Malerschule geprägt. Wie Maennchen malte er unter dem Einfluss des Impressionismus frühromantisch inspirierte „Seelenlandschaften“, die ein reges Interesse an Licht und Farbe, an der Natur, an den Symbolen für die Vergänglichkeit des Lebens sowie die Hoffnung auf Erneuerung offenbaren. Seine Bilder waren bewusst komponiert und lassen eine Beschäftigung mit postimpressionistischen Verfahren erkennen. Oft rahmen Bäume,
Zäune oder Häuser den Blick in kulissenhafte Panoramen. Die geometrische Staffelung und Verschränkung der Bildelemente in seinen Italienbildern deuten darauf hin, dass Haniel mit der Malerei von Paul Cézanne vertraut war.  

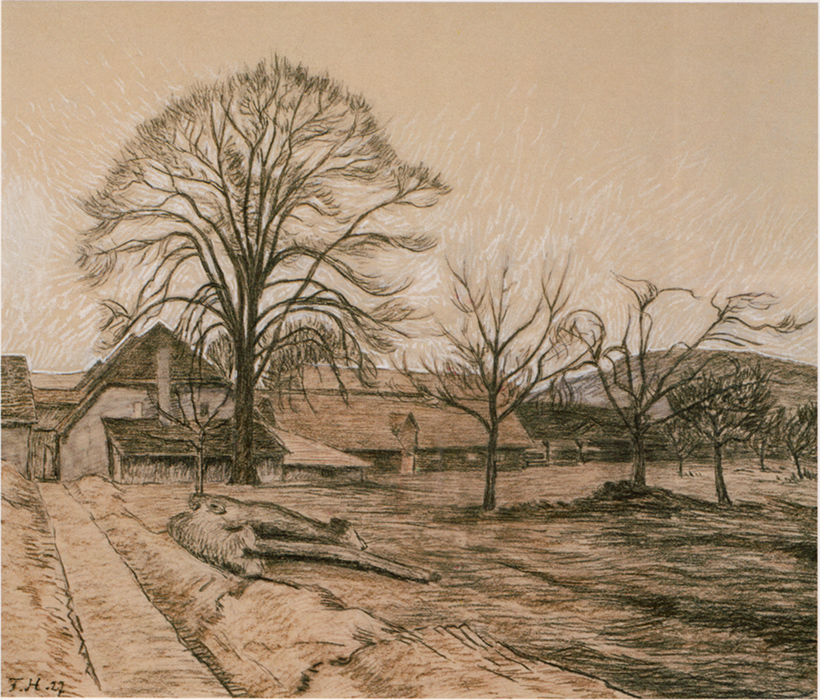
Friedhelm Haniel, Wistinghausen im Winter, 1927

Um 1911, erst 25 Jahre alt, kaufte Haniel das Gut Wistinghausen, ein nahe der Wistinghauser Schlucht im Teutoburger Wald gelegenes Gehöft, wohl weil er als werdender Kunstmaler die Ruhe suchte. 1917 trat er als Gesellschafter in die Firma Franz Haniel & Cie. ein. Am 14. Mai 1918 heiratete er Alice Bloem (1897–1937). Das Paar hatte drei Kinder, Theobald (1919–1995), Berthold (1920–1940) und Angelika (1922–2015), später Ehefrau des Wehrmacht-Majors Hannibal von Lüttichau. Mit seiner Familie residierte Haniel auf seinem Gut sowie in einem vornehmen Stadthaus an der Goltsteinstraße in Düsseldorf. Dort war er Nachbar der Künstlerfamilie Sohn-Rethel. In der Düsseldorfer Galerie Alfred Flechtheim hatte er im Januar 1932 zusammen mit Else Sohn-Rethel sowie ihren Söhnen Alfred, Otto und Karli Sohn-Rethel eine Ausstellung, bei der auch Zeichnungen von Hans von Marées gezeigt wurden. 1926 war er auf der Großen Kunst-Ausstellung Düsseldorf mit einer Berglandschaft vertreten. Mit einem Capri-Aquarell und einem Abruzzen-Ölbild war er 1937 Teilnehmer der Großen Kunst-Ausstellung nordwestdeutscher Kunst innerhalb der Reichsausstellung Schaffendes Volk in Düsseldorf.
Haniel war Mitglied des Künstlervereins Malkasten und ein Förderer des Kunstvereins für die Rheinlande und Westfalen. Aus den Zinsen einer 1919 in Höhe von 100.000 Mark begründeten Friedhelm-Haniel-Stiftung konnte der Kunstverein fortan begabte mittellose Künstler unter 35 Jahren prämieren. Auch unterstützte Haniel den Kunsthistoriker Karl Koetschau bei der Finanzierung des Buches Die Kunstmuseen und das deutsche Volk. Angeregt durch den Ehemann seiner Tante Thusnelde (1860–1931), den Maler Georg Oeder, sowie durch den in Japan tätigen Düsseldorfer Kaufmann Paul Louis Vautier sammelte Haniel seit etwa 1918 vor allem japanische Keramik, außerdem Zeichnungen der Romantik, darüber hinaus zeitgenössische Kunst. In der Zeit des Nationalsozialismus zog er sich auf sein Gut Wistinghausen zurück, wo er im Alter von knapp 50 Jahren verstarb.